# Veikko Kyander
Veikko Kaarlo Ernesti Kyander, född 23 november 1885 i Jäppilä, död 6 juni 1971 i Helsingfors, var en finländsk arkitekt. Han var bror till Elias Kiianmies.
Kyander, som var son till prosten Ernesti Kustaa Kyander och Emma Helena Heikel, utexaminerades som diplomarkitekt 1918. Han var lektor i husbyggnad vid Åbo tekniska läroanstalt 1925–1933, vid Uleåborgs tekniska skola 1933–1944 och inspektör vid handels- och industriministeriet från 1945.